# Sophia Braun
Sophia Wais Braun (Beaverton, 26 de junio de 2000) es una futbolista argentina nacida en Estados Unidos. Juega como mediocampista o defensora en el Spokane Zephyr FC de la USL Super League de Estados Unidos y es internacional con la selección de Argentina.

## Biografía
Braun nació y creció en Beaverton, Oregón, con su padre estadounidense y su madre argentina. Asistió al colegio Jesuit High School en Beaverton antes de ingresar a la Universidad Gonzaga en Spokane, Washington, donde estudió ciencias de la computación y jugó para su equipo de fútbol universitario.

## Selección nacional
Convocada por Carlos Borrello, disputó el Sudamericano Sub-20 de 2020 que se celebró en Argentina. Braun marcó el primer y único tanto del partido debut ante Ecuador. Luego de cuatro partidos jugados, con una victoria y tres empates, las albicelestes quedaron afuera en la fase de grupos.
Debutó con la selección mayor de Argentina el 18 de febrero de 2021 en el partido inaugural de la Copa SheBelieves 2021 ante Brasil. Fue revelación en la Copa América 2022 donde, con su tercer puesto, Argentina consiguió el último boleto a la Copa Mundial de 2023, con Braun saltando a la titularidad en los últimos partidos del torneo debido a la baja de Aldana Cometti por COVID-19. El 9 de abril de 2023, marcó su primer gol con el combinado absoluto en un amistoso ante Venezuela, abriendo el marcador para la victoria final por 3-0.
Sophia fue confirmada el 8 de julio de 2023 entre las 23 convocadas para la Copa Mundial Femenina de Fútbol de 2023, siendo este su primer mundial. 

### Participaciones en Copas del Mundo
| Mundial              | Sede                     | Resultado      | Partidos | Goles |
| -------------------- | ------------------------ | -------------- | -------- | ----- |
| Copa Mundial de 2023 | Australia/ Nueva Zelanda | Fase de grupos | 3        | 1     |

### Estadísticas
Datos actualizados al último partido jugado el 1 de agosto de 2025.
| Selección | Año   | Amistoso | Amistoso | Copa América | Copa América | Mundial | Mundial | Juegos Panamericanos | Juegos Panamericanos | Copa Oro | Copa Oro | Total | Total |
| Selección | Año   | PJ       | G        | PJ           | G            | PJ      | G       | PJ                   | G                    | PJ       | G        | PJ    | G     |
| --------- | ----- | -------- | -------- | ------------ | ------------ | ------- | ------- | -------------------- | -------------------- | -------- | -------- | ----- | ----- |
| Argentina |       |          |          |              |              |         |         |                      |                      |          |          |       |       |
| 2021      | 5     | 0        | 0        | 0            | 0            | 0       | 0       | 0                    | 0                    | 0        | 5        | 0     |       |
| 2022      | 4     | 0        | 5        | 0            | 0            | 0       | 0       | 0                    | 0                    | 0        | 9        | 0     |       |
| 2023      | 4     | 1        | 0        | 0            | 3            | 1       | 5       | 0                    | 0                    | 0        | 12       | 2     |       |
| 2024      | 6     | 0        | 0        | 0            | 0            | 0       | 0       | 0                    | 4                    | 0        | 10       | 0     |       |
| 2025      | 6     | 0        | 5        | 0            | 0            | 0       | 0       | 0                    | 0                    | 0        | 11       | 0     |       |
| Total     | Total | 25       | 1        | 10           | 0            | 3       | 1       | 5                    | 0                    | 4        | 0        | 47    | 2     |

#### Goles internacionales
Listado de goles anotados con la Selección mayor. 
| n.º | Fecha               | Lugar                                                    | Rival     | Gol   | Resultado | Competición            |
| --- | ------------------- | -------------------------------------------------------- | --------- | ----- | --------- | ---------------------- |
| 1.  | 9 de abril de 2023  | Estadio Carlos Augusto Mercado Luna, La Rioja, Argentina | Venezuela | 1 – 0 | 3 – 0     | Amistoso internacional |
| 2.  | 28 de julio de 2023 | Estadio de Dunedin, Dunedin, Nueva Zelanda               | Sudáfrica | 1 – 2 | 2 – 2     | Copa Mundial 2023      |

## Vida personal
Braun es sobrina de Margarita Wais.